# إيفان مالكوفيتش
إيفان أنتونوفيتش مالكوفيتش (بالأوكرانية: Ива́н Анто́нович Малко́вич) (10 مايو 1961، نيجني بيريزيف)، هو شاعر، وناشر أوكراني، ومالك لدار النشر إيفان مالكوفيتش "A-BA-BA-HA-LA-MA-HA"، فاز بالعديد من جوائز الصناعة.

## السيرة الذاتية
أكمل دراسته كعازف كمان في كلية الموسيقى في إيفانو فرانكيفسك قبل أن يلتحق بجامعة كييف عام 1978 حيث تخصص في فقه اللغة الأوكرانية. ارتبط مالكوفيتش ارتباطًا وثيقًا بأول مشروع مشترك كندي أوكراني يُعرف باسم كوبزا وشارك في إنشاء مهرجان شيرفونا روتا Chervona" Ruta" للموسيقى المعاصرة الذي أقيم في تشيرنيفتسي في عام 1989.

## الاعمال
نشر مالكوفيتش 6 مجموعات شعرية:
- "الحجر الأبيض" (1984)
- "المفتاح" (1988)
- "قصائد" (1992)
- "ملاك على كتفي" (1997)
- "قصائد الشتاء" (2006)
- "كل ما هو قريب" (2010)